# 2469 Таджикистан
2469 Таджикиста́н (2469 Tadjikistan) — астероїд головного поясу, відкритий 27 квітня 1970 року.
Тіссеранів параметр щодо Юпітера — 3,184.

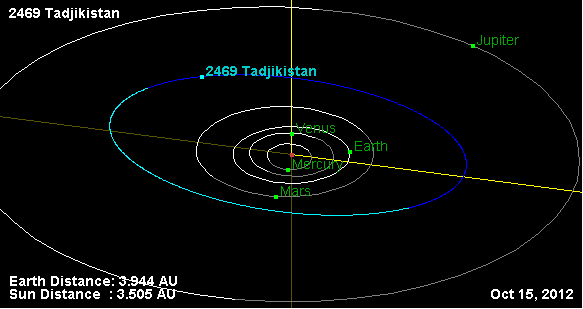
Орбіта астероїда Таджикистан і його положення в Сонячній системі